# La Marsa
La Marsa (in arabo المرسى‎?, il-Marsā) è una cittadina tunisina situata a 18 chilometri a NE di Tunisi. Essa costituisce un comune che conta 77.890 abitanti (censimento del 2004), mentre la cittadina da sola ha 36.234 abitanti.
Considerata da molti tunisini come la città più elegante della periferia nord della capitale, ha conservato il suo caratteristico ricco impianto di sobborgo e resta una stazione balneare apprezzata dai tunisini e dai turisti.

## Altri progetti

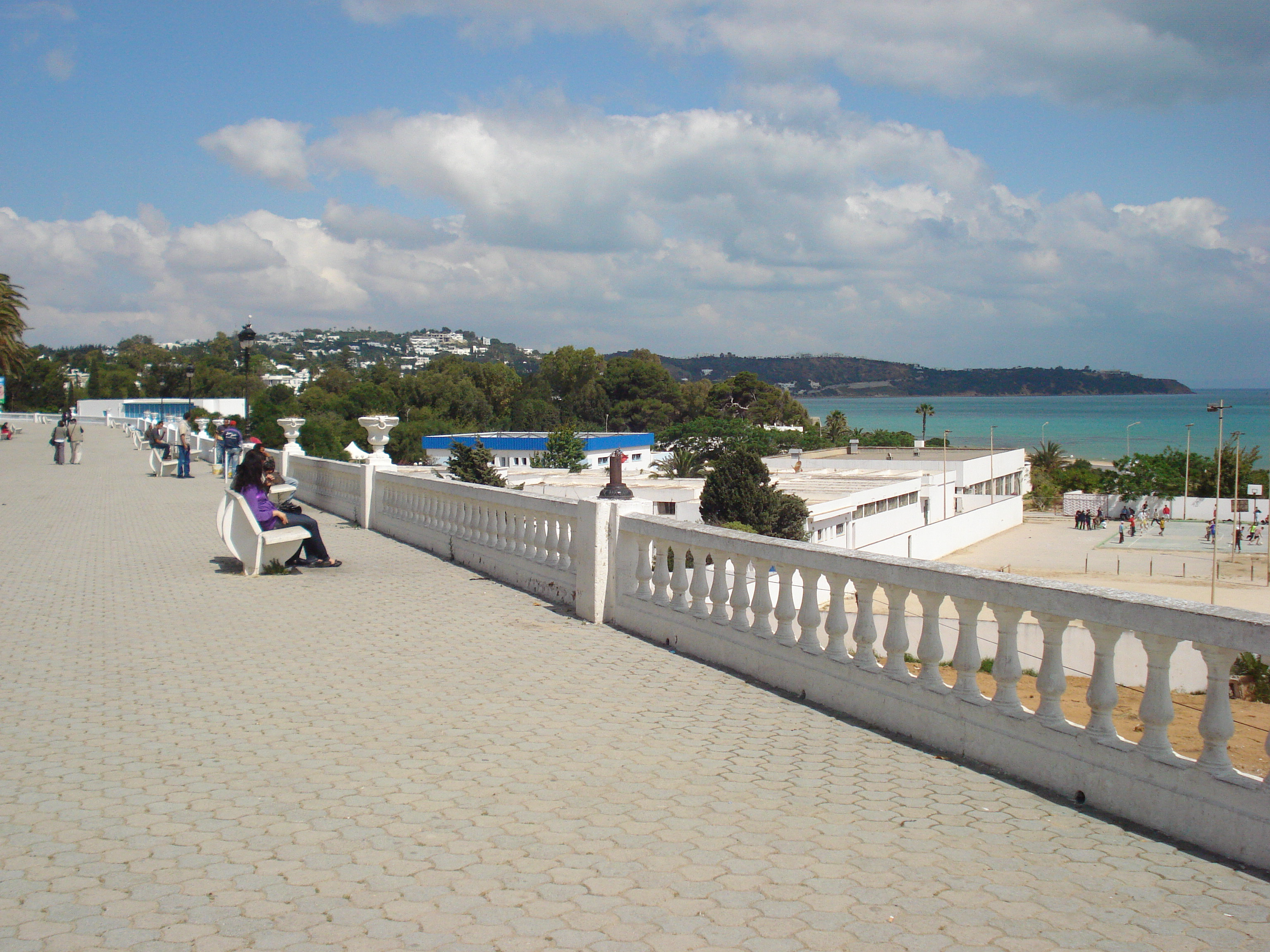
Lungomare di La Marsa